# Sankt Margarethen (Holsten)
Sankt Margarethen er en by og en kommune i det nordlige Tyskland, beliggende i Amt Wilstermarsch i den sydvestlige del af Kreis Steinburg. Kreis Steinburg ligger i den sydvestlige del af delstaten Slesvig-Holsten.

## Geografi
Sankt Margarethen ligger på nordbredden af den nedre del af Elben otte kilometer øst for Brunsbüttel og udmundingen af Kielerkanalen. Bundesstraße B431 og Deutsche Fährstraße går gennem kommunen.